# Ha-ha

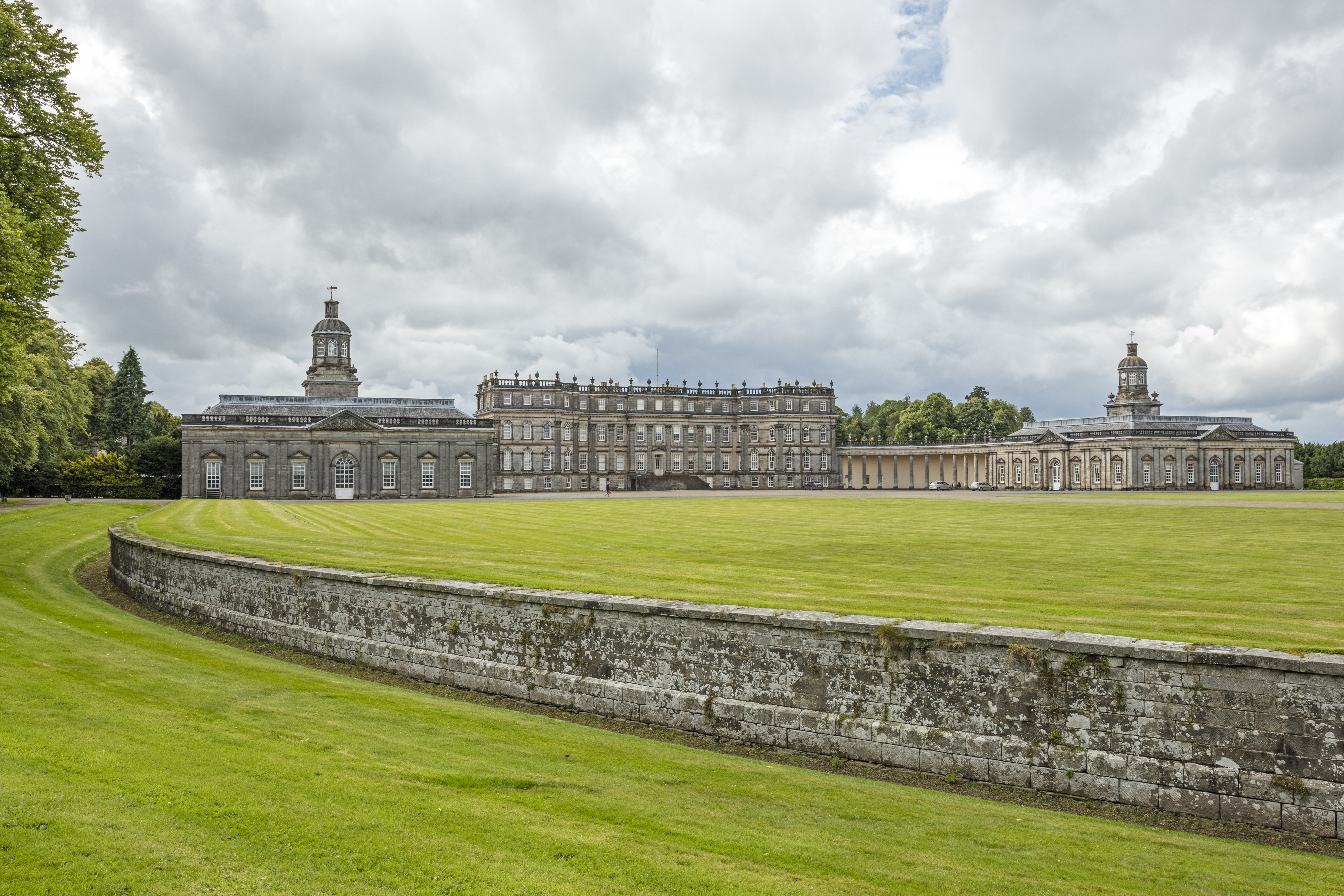
El ha-ha protege el césped de Hopetoun House, West Lothian, Escocia. Nótese cómo el muro aparenta desaparecer al curvarse.

Esquema de un ha-ha en un jardín a la inglesa.

El ha-ha o salto de lobo, es un recurso utilizado en el diseño de paisaje para crear una barrera vertical que a su vez ofrece una vista ininterrumpida del paisaje. Este diseño se utiliza para evitar que el ganado invada las zonas ajardinadas sin necesidad de utilizar cercas visibles. Posteriormente, fue utilizado en el diseño de los manicomios para dar la impresión de espacio abierto y dar vista a la campiña, que es para los orates una agradable distracción y recreo; útiles en gran medida para su tratamiento moral.
Este término se menciona por primera vez en Théorie et pratique du jardinage (1709), de Antoine Joseph Dezallier d'Argenville (1680-1765), traducido al inglés en 1712.
El salto de lobo fue usado extensivamente por arquitectos paisajistas, como William Kent (1685-1748) y Charles Bridgeman (1690-1738) —ambos pioneros en el diseño del jardín inglés—, Capability Brown (1716-1783), John Wood, el Joven (1728-1782), Humphry Repton (1752-1818) y también por arquitectos modernos, como Arthur Edwin Bye (1919-2001).
En la horticultura, los ha-ha de los jardines franceses se encuentran al final de los pasillos y forman paredes zanjas de fondo plano, paredes que se extienden más allá del enmarcado brecha para evitar el cruce de un lado (véase la foto de la derecha).
En la jardinería, un cierre enmascarado como zanja con una superficie interna vertical es un muro y, desde la otra perspectiva, una pendiente cubierta de hierba. Es de gran ayuda en la dirección deseada para tener un efecto visual que enmascare la cerca y mantenga una estética más natural del jardín. Este dispositivo es un clásico del jardín inglés y también puede compensar las diferencias en los niveles de un terreno.
Un ha-ha crea una barrera entre dos partes, por lo que se puede utilizar en parques como, por ejemplo, un zoológico. Además, este diseño permite reemplazar las cercas con portones para albergar los animales peligrosos.  

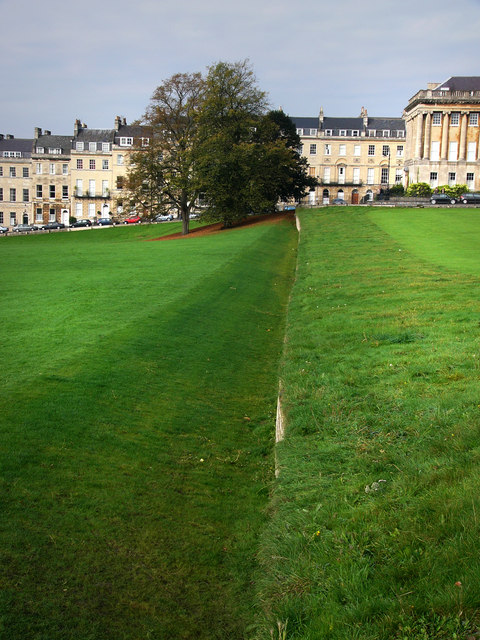
Ha-ha cerca del Royal Crescent de Bath
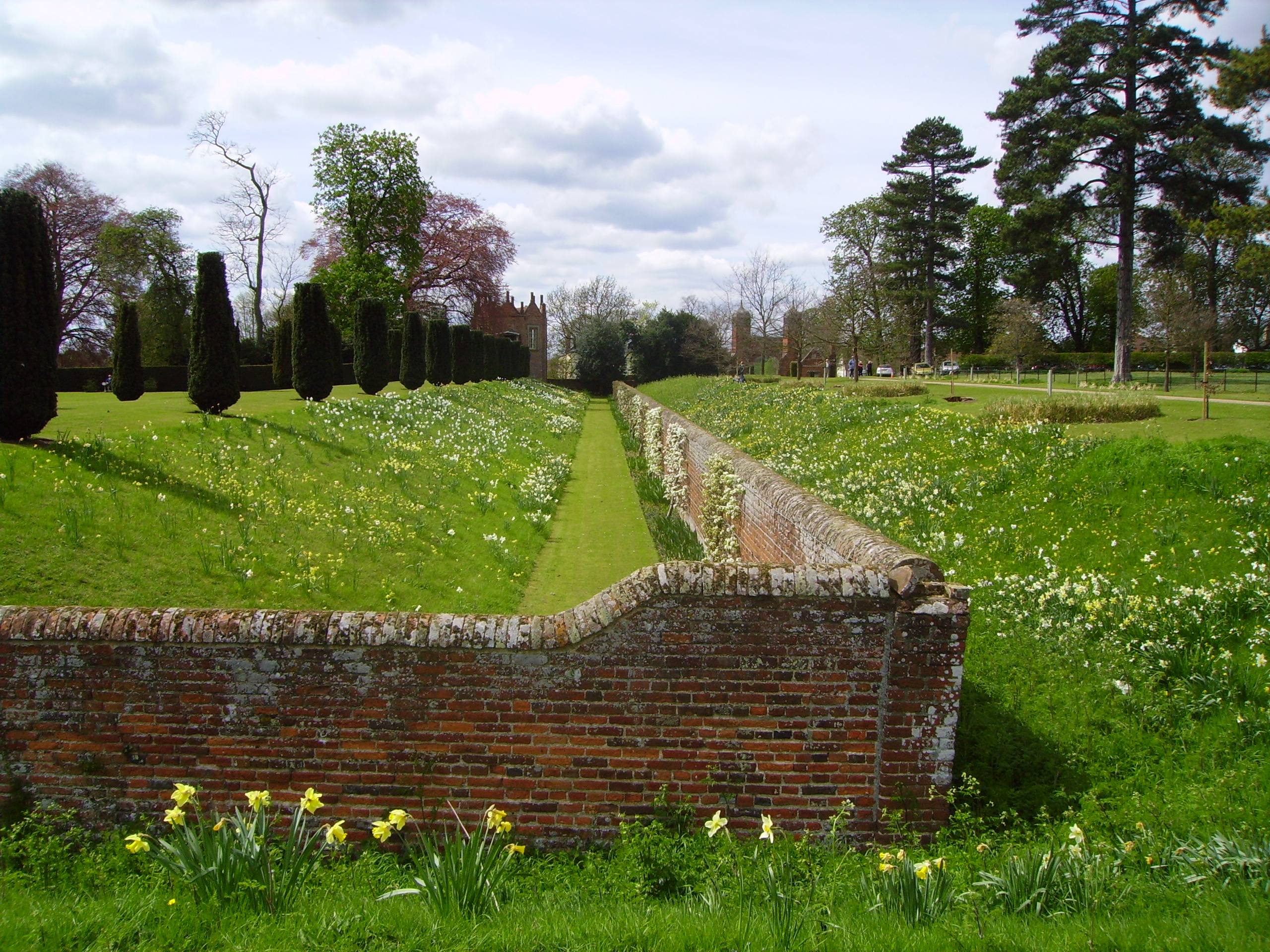
Ha-ha a doble flanco (Melford Hall, Suffolk)